# 朱載圭 (衡王)
衡康王朱載圭（1528年—1572年），是莊王朱厚燆庶第二子，明朝第二次封第三代衡王。朱載圭於嘉靖二十二年（1543年）受封東昌王，嘉靖二十七年（1548年）改封衡世子，後在萬曆三年（1575年）襲封衡王。他在位四年，在萬曆七年（1579年）過世，諡號康，無子，兩年後由其弟武定王朱載封嗣位。